# Wyeomyia juxtahirsuta
Wyeomyia juxtahirsuta is een muggensoort uit de familie van de steekmuggen (Culicidae). De wetenschappelijke naam van de soort is voor het eerst geldig gepubliceerd in 1970 door Belkin, Heinemann & Page.